# Ten Days of Dawn 1999
Die Ten Days of Dawn 1999 (auch Iran Fajr International 1999 genannt) im Badminton fanden vom 28. Januar bis zum 1. Februar 1999 in Teheran statt.

## Sieger und Platzierte
| Disziplin    | Gold                                | Silber                                  | Bronze                                  |
| ------------ | ----------------------------------- | --------------------------------------- | --------------------------------------- |
| Herreneinzel | Saed Bahador Zakizadeh              | Afshin Bozorgzadeh                      | Sadegh Karbassi                         |
| Herreneinzel | Saed Bahador Zakizadeh              | Afshin Bozorgzadeh                      | Ali Reza Shafiee                        |
| Dameneinzel  | Nərgiz Mehdiyeva                    | Shiva Haji Baghale                      | Mahnaz Moradkhani                       |
| Dameneinzel  | Nərgiz Mehdiyeva                    | Shiva Haji Baghale                      | Golnaz Faezi                            |
| Herrendoppel | Afshin Bozorgzadeh Ali Shahhosseini | Ali Reza Shafiee Saed Bahador Zakizadeh | Golam Reza Bagheri Jalal Eskandare      |
| Herrendoppel | Afshin Bozorgzadeh Ali Shahhosseini | Ali Reza Shafiee Saed Bahador Zakizadeh | Arash Abdul Mohamadian Morteza Khedmaty |
| Damendoppel  | Sevinc Axundova Nərgiz Mehdiyeva    | Gayane Mkrtchyan Mariam Muradyan        | Setaesh Afshordi Bahareh Mahmodieh      |
| Damendoppel  | Sevinc Axundova Nərgiz Mehdiyeva    | Gayane Mkrtchyan Mariam Muradyan        | Golnaz Faezi Shiva Haji Baghale         |